# Dino Lombardi
Berardino Lombardi (Benevento, 10 de mayo de 1990) es un expiloto de motociclismo italiano, que compitió en el Campeonato del Mundo de Motociclismo entre 2006 y 2008. También participó en el Campeonato Mundial de Supersport. También ganó el CIV Stock 600 Championship en 2011.

## Resultados

### Campeonato del Mundo de Motociclismo
Sistema de puntuación de 1993 hasta 2022:
| Posición | 1.º | 2.º | 3.º | 4.º | 5.º | 6.º | 7.º | 8.º | 9.º | 10.º | 11.º | 12.º | 13.º | 14.º | 15.º |
| Puntos   | 25  | 20  | 16  | 13  | 11  | 10  | 9   | 8   | 7   | 6    | 5    | 4    | 3    | 2    | 1    |

#### Carreras por año
(Carreras en negrita indica pole position, carreras en cursiva indica vuelta rápida)
| Año  | Cat.  | Moto    | 1       | 2      | 3       | 4      | 5      | 6       | 7       | 8      | 9      | 10      | 11     | 12      | 13      | 14      | 15     | 16     | 17     | Pts. | Pos. |
| ---- | ----- | ------- | ------- | ------ | ------- | ------ | ------ | ------- | ------- | ------ | ------ | ------- | ------ | ------- | ------- | ------- | ------ | ------ | ------ | ---- | ---- |
| 2006 | 125cc | Aprilia | SPA -   | QAT -  | TUR 33  | CHN 31 | FRA 30 | ITA 27  | CAT 26  | NED 30 | GBR NC | GER Ret | CZE 28 | MAL Ret | AUS 24  | JPN 26  | POR 22 | VAL 31 |        | 0    | -    |
| 2007 | 125cc | Honda   | QAT     | SPA 23 | TUR Ret | CHN 24 | FRA 21 | ITA Ret | CAT DNS | GBR -  | NED -  | GER DNS | CZE 26 | RSM Ret | POR Ret | JPN Ret | AUS 24 | MAL NC | VAL 25 | 0    | -    |
| 2008 | 125cc | Aprilia | QAT Ret | SPA -  | POR 23  | CHN -  | FRA -  | ITA -   | CAT -   | GBR -  | NED -  | GER -   | CZE -  | RSM -   | IND -   | JPN -   | AUS -  | MAL -  | VAL -  | 0    | -    |

### Campeonato Mundial de Supersport

#### Carreras por año
(Carreras en negrita indica pole position, carreras en cursiva indica vuelta rápida)
| Año  | Equipo | 1       | 2       | 3       | 4      | 5      | 6      | 7      | 8      | 9      | 10     | 11     | 12      | 13      | Pts. | Pos. |
| ---- | ------ | ------- | ------- | ------- | ------ | ------ | ------ | ------ | ------ | ------ | ------ | ------ | ------- | ------- | ---- | ---- |
| 2012 | Yamaha | AUS 20  | ITA Ret | NED Ret | ITA 22 | EUR 23 | SMR 14 | SPA 17 | CZE 18 | GBR 20 | RUS 23 |        |         |         | 37th | 2    |
| 2012 | Honda  |         |         |         |        |        |        |        |        |        |        | GER 18 | POR Ret | FRA DNS | 37th | 2    |
| 2013 | Yamaha | AUS Ret | SPA -   | NED 24  | ITA 21 | GBR -  | POR -  | ITA -  | RUS -  | GBR -  | GER -  | TUR -  | FRA -   | SPA -   | NC   | 0    |